# Palais du Commerce (Paris)
Pour les articles homonymes, voir Palais du Commerce.
Le Palais du Commerce est une galerie marchande à un seul accès du 10e arrondissement de Paris (France). La galerie est située au 105 rue du Faubourg-du-Temple.

## Description
Le Palais du Commerce est une construction en béton armé sur deux niveaux abritant des galeries ouvertes sur des coursives, éclairées par des briques de verre et une verrière. Une cinquantaine de locaux commerciaux sont répartis au rez-de-chaussée et aux deux étages. Le sous-sol abrite un bal, La Java.

## Historique
Le Palais du Commerce est construit en 1923-1924 par l'architecte Ferdinand Bauguil. Il comporte alors une cinquantaine de magasins et d'ateliers ainsi que La Java, en sous-sol. Aujourd'hui, certains locaux sont abandonnés tandis que d'autres abritent des bureaux. Cependant, La Java existe toujours.
Le Palais du Commerce fait l'objet d'une inscription au titre des monuments historiques depuis le  	29 mars 1994.